# The Call of Ktulu
«The Call of Ktulu» es una canción instrumental del segundo álbum de estudio del grupo musical estadounidense Metallica, titulado Ride the Lightning, de 1984. 
Inspirada particularmente por el relato corto La llamada de Cthulhu de H. P. Lovecraft. Fue escrita por Cliff Burton, James Hetfield, Lars Ulrich y Dave Mustaine. La canción se refiere a un cuento de terror cósmico en el que un ser llamado Cthulhu yace desde hace milenios bajo el mar; este ser es un cazador de sombras malignas de las cuales los humanos somos presas.
Aunque Metallica tocaría más canciones instrumentales con el paso de los años de su carrera, la canción «The Call of Ktulu» impuso un estándar para otras de sus canciones como «Orion», «To Live Is to Die», y «Suicide & Redemption» respetado especialmente en To Live Is To Die: un intro muy suave, seguido de la melodía principal para llegar a un clímax con un solo de guitarra y culminar con un desenlace calmado, usando la misma melodía de la introducción.
El título original de esta canción fue «When Hell Freezes Over», sin embargo, el ya fallecido bajista Cliff Burton, quien era un fanático de H. P. Lovecraft, propuso el cambio de título, que finalmente fue aceptado. Esta canción es también notable por ser la más larga del álbum de estudio Ride the Lightning, con una duración de casi nueve minutos (8 minutos y 53 segundos).

## Créditos
- James Hetfield: Guitarra rítmica.
- Kirk Hammett: Guitarra líder.
- Cliff Burton: Bajo eléctrico.
- Lars Ulrich: Batería.
- Dave Mustaine: Compositor.